# Бочковий простір
Бочкою в топологічному векторному просторі називається підмножина, яка радіально опукла, закруглена і замкнута.
Локально опуклий простір називається бочковим, якщо будь-яка бочка в ньому є околом нуля або, що те ж саме, бочковий простір — це локально опуклий простір, в якому сімейство всіх бочок утворює базис (або на якому будь-яка переднорма напівнеперервна знизу, неперервна).
Будь-який берівський локально опуклий простір бочковий. Зокрема, всі банахові простори і всі простори Фреше бочкові.